# Enarthrocarpus clavatus
Enarthrocarpus clavatus là một loài thực vật có hoa trong họ Cải. Loài này được Delile ex Godr. mô tả khoa học đầu tiên năm 1853.